# Libro di Mormon (annali di Mormon)
Il Libro di Mormon è il tredicesimo libro che compone il Libro di Mormon. Questo teso è suddiviso in 9 capitoli. Le abbreviazioni utilizzate per questo libro sono "Mormon" e "Morm.".
Secondo il testo del libro, fino al settimo capitolo l'autore dello stesso è Mormon, mentre gli ultimi due capitoli sono stati scritti da suo figlio Moroni che ricevette le tavole d'oro dal padre con l'impegno di completarle e nasconderle definitivamente.

## Narrazione
Ammaron trasmise la custodia delle tavole a Mormon. I Nefiti e Lamaniti sono nuovamente in guerra l'uno contro l'altro. Nel 385 i Nefiti si radunano presso la collina di Cumora per la battaglia finale, mentre Mormon nascose le tavole d'oro nella collina di Cumora. I Nefiti furono annientati e distrutti dai Lamaniti.